# Markthalle (Arpajon)
Koordinaten: 48° 35′ 19,3″ N, 2° 14′ 59,1″ O

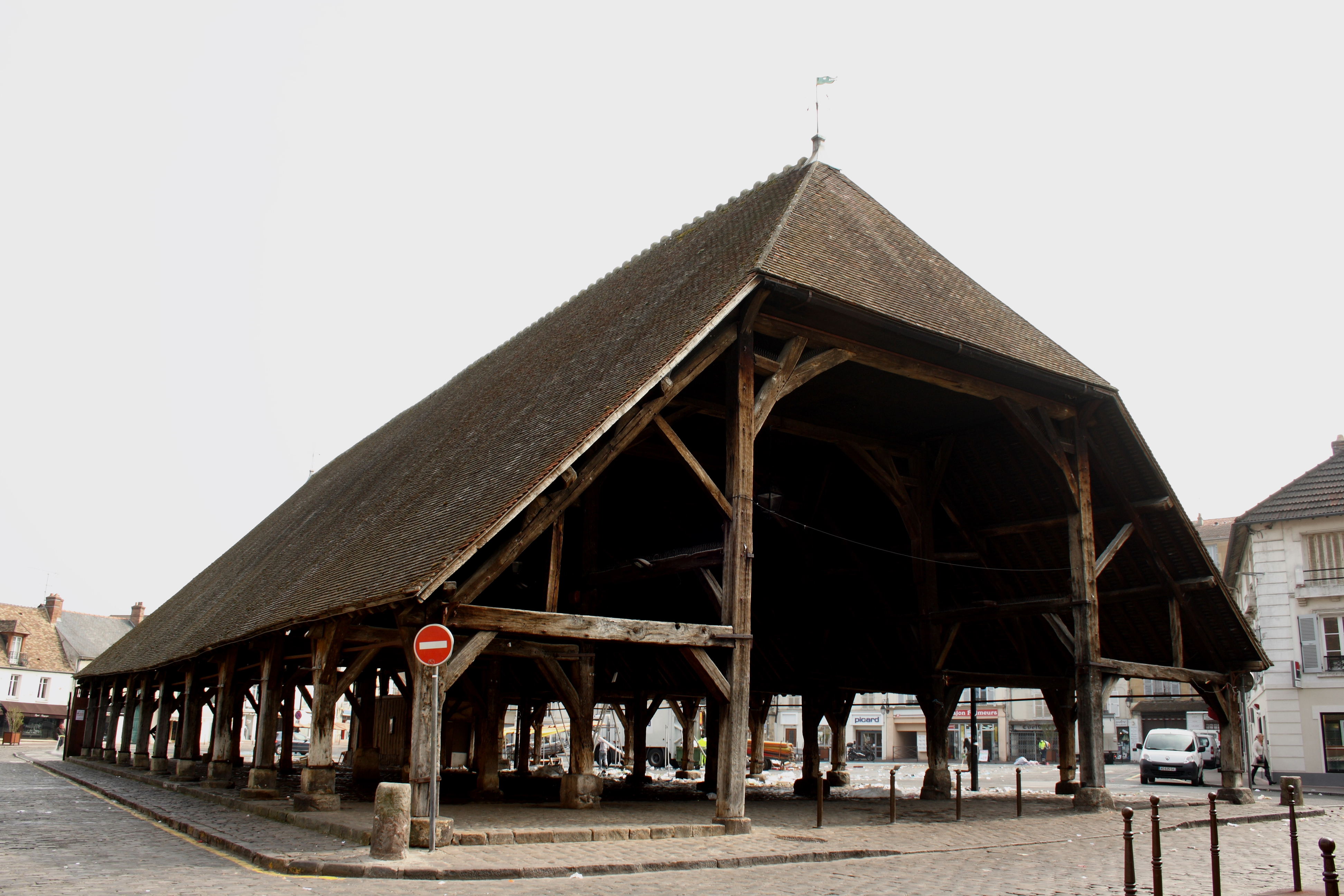
Markthalle in Arpajon

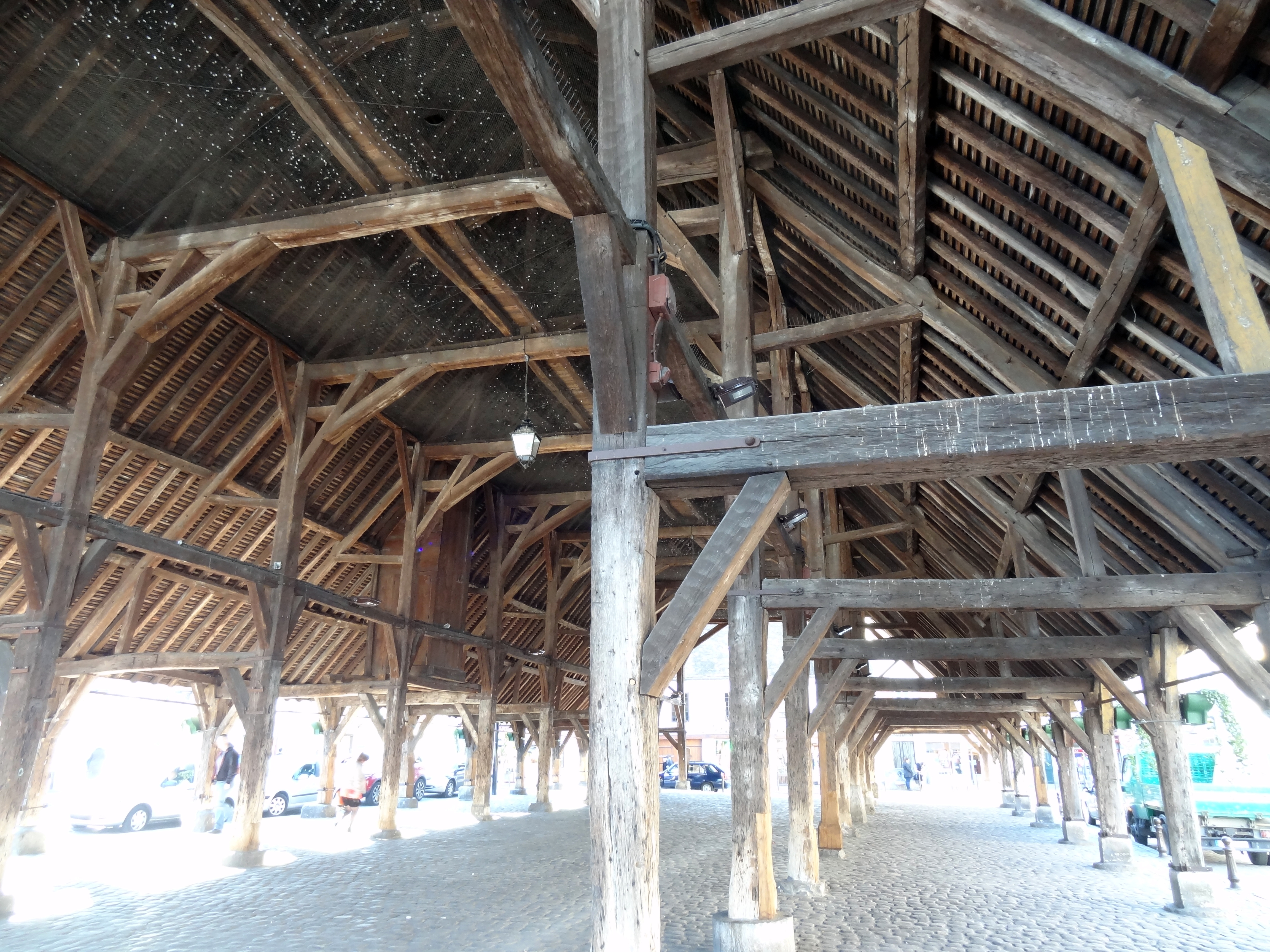
Innenansicht

Die Markthalle in Arpajon, einer französischen Gemeinde im Département Essonne in der Region Île-de-France, wurde 1470 errichtet. Die Markthalle an der Place du Marché steht seit 1921 als Monument historique auf der Liste der Baudenkmäler in Frankreich.
Die Markthalle ließ der Grundherr Louis Malet de Graville erbauen. Im Jahr 1821 wurde sie von der Gemeinde gekauft. Während sie ursprünglich für den Viehverkauf genutzt wurde, dient sie seit 1922 als Markthalle für jede Art von Lebensmitteln der Region. 1951 wurde die Holzkonstruktion mit Walmdach renoviert.
Das Gebäude besteht aus einer 35 Meter langen Halle, die durch Pfeiler auf Sandsteinsockeln in drei Schiffe geteilt wird. Die Breite beträgt 18 Meter und die maximale Höhe 15 Meter.